# Ramanathan Krishnan
Ramanathan Krishnan (Nagercoil, 11 aprile 1937) è un ex tennista indiano.
Fu tra i migliori giocatori al mondo negli anni 1950 e 1960. Raggiunse due volte la semifinale a Wimbledon nel 1960 e nel 1961, anno in cui ottenne il suo miglior piazzamento nella classifica amatoriale stilata da Lance Tingay, al n° 6.

## Carriera
Krishnan ereditò le sue qualità tennistiche dal padre, T.K. Ramanathan, esperto tennista di Nagercoil. In breve tempo, lasciò il segno nel circuito nazionale indiano, conquistando tutti i titoli juniores.

### Wimbledon
Nel 1954, divenne il primo giocatore asiatico a vincere il titolo nel singolare maschile juniores, battendo in finale l'australiano Ashley Cooper.
Nel 1959, Krishnan fu sconfitto al terzo turno del singolare maschile dallo statunitense Alex Olmedo. Quello stesso anno, giocando per l'India in Coppa Davis, Krishnan aveva sconfitto in 4 set l'australiano Rod Laver, finalista di quella edizione del torneo. Grazie a questi risultati, nel 1960 gli fu assegnata la testa di serie n° 7 e raggiunse la semifinale dove si arrese al futuro campione, Neale Fraser. Nel 1961, Krishnan arrivò ancora in semifinale battendo l'australiano Roy Emerson in tre set, ma anche stavolta fu sconfitto dal futuro vincitore, Rod Laver. Nel 1962, gli fu assegnata la testa di serie n° 4, la più alta da lui mai ottenuta nel torneo. Un infortunio alla caviglia lo costrinse però al ritiro nei sedicesimi di finale.

### Coppa Davis
Krishnan fu un componente fondamentale della squadra indiana che raggiunse il Challenge Round nell'edizione del 1966, e che approdò alla finale Interzone in altre cinque occasioni: 1956, 1959, 1962, 1963 e 1968. Nella semifinale interzone del 1966, l'India eliminò a sorpresa la Germania Ovest, con Krishnan che sconfisse Wilhelm Bungert (quell'anno finalista a Wimbledon). A Calcutta, nella finale Interzone contro il Brasile, le due squadre si trovarono in parità al termine della seconda giornata e tutto si dovette decidere nella sfida tra Krishnan e il campione brasiliano Thomaz Koch, che era in testa due set a uno e 5-2 nella quarta partita, quando Krishnan realizzò una delle più memorabili rimonte vincendo il quarto set 7-5 e il quinto 6-2. Nel Challenge Round disputato contro l'Australia sull'erba di Melbourne, Krishnan e Jaidip Mukerjea vinsero la gara di doppio (contro John Newcombe e Tony Roche), ma Krishnan perse entrambi i suoi singolari (contro Fred Stolle e Roy Emerson), e l'India fu sconfitta per 4-1. Tra il 1953 e il 1975 Krishnan fu titolare fisso della squadra indiana di Coppa Davis, con un bilancio di 69 vittorie e 28 sconfitte (50-19 in singolare e 19-9 in doppio).
Vanta il record di sei vittorie e otto finali agli All India Championships.

## Stile di gioco
Lo stile di gioco di Krishnan era noto come "tennis di tocco". I critici lo dipingevano come una meraviglia. Lance Tingay del quotidiano Daily Telegraph ne descriveva il tennis come "puro fascino orientale", mentre altri parlavano del suo stile come "magia orientale". Più tardi, Robert Philip scrisse che "ogni scambio con Krishnan era una rara bellezza". Secondo il decano dei giornalisti sportivi C.V. Narsimhan, "Il suo servizio non è mai stato un'arma potente, né lo erano i suoi colpi da fondo, ma vinceva grazie alla costanza, a volée angolate intervallate, di tanto in tanto, da qualche demi-voleé smorzata". Rafael Osuna, Nicola Pietrangeli e il figlio di Krishnan, Ramesh, furono altri esponenti di rilievo di questo stile basato sull'eleganza.

## Riconoscimenti
Krishnan fu insignito del premio Arjuna nel 1961, del Padma Shri nel 1962 e del Padma Bhushan nel 1967.

## Pubblicazione
Krishnan scrisse, insieme al figlio Ramesh e a Nirmal Shekar, un libro intitolato A touch of tennis: The story of a tennis family. Il libro che narra i risultati ottenuti da tre generazioni Krishnan di tennisti, fu pubblicato da Penguin Books India.

## Oggi
Krishnan vive oggi a Chennai, dove gestisce un'agenzia di distribuzione del gas. Ramesh Krishnan emulò le gesta del padre vincendo il titolo juniores di Wimbledon, diventando poi uno dei più forti tennisti indiani degli anni 1980. Il 25 July 2012, Ramanathan Krishnan rilanciò la maggiore rivista sportiva settimanale dell'India Sportstar, in una funzione a Chennai. Krishnan gestisce un circolo tennistico a Chennai insieme al figlio.